# 平井顕斎
平井 顕斎（ひらい けんさい、享和2年〈1802年〉 - 安政3年4月12日〈1856年5月15日〉）は江戸時代後期の南画家。
幼名は元治郎、名は忱、字は欽夫、通称を治六。 号は顕斎・三谷山樵。 遠江の生まれ。

## 略歴
遠江国榛原郡青池村谷之口（静岡県牧之原市細江字青池）の豪農平井治六の子として生まれる。幼少より書画の才能を示したことから文化10年（1813年）、12歳のとき掛川藩御用絵師の村松以弘に入門。同時期に福田半香が同門だった。14歳の時に父が没して兄政次郎が家督を継いだが、その兄も文政8年（1825年）に病没したため顕斎が家督を相続。同年、駿河田中藩藩士渋垂順太夫の三女とみと結婚。
しかし、文政10年（1827年）、画家になる夢止みがたく江戸に出て、谷文晁の門戸を叩いた。その後も武蔵・常陸・安房・上総・上野・下野・信濃など東国の各地を遊歴。この間の高久靄厓との邂逅はその後の顕斎の画業に大きな影響を与えた。4年後、ようやく故郷に帰るが天保6年（1835年）、34歳のとき再び江戸に出て、福田半香の紹介により渡辺崋山に入門。同9年に三度江戸入りし、文晁より「画山写水楼」の斎号を与えられた。また同年、師崋山より『校書図（芸妓図）』を贈られている。崋山が蛮社の獄により捕らえられたときは椿椿山・半香らと救済活動を行っている。
崋山の自刃後、郷里を拠点に近隣を遊歴。多くの作品を製作した。弘化4年（1847年）、妙照寺において書画会を開催。江戸から椿山や半香も応援に駆けつけ大いに盛況だったという。嘉永3年（1851年）には弟子の中村生海を伴って甲府まで旅をしている。晩年になっても東海地方を中心に盛んに旅を続けた。岡崎で年を越し、安政3年（1856年）に三河・刈谷を訪問、岐阜に脚を伸ばす予定だったが病を得て岡崎に戻る。旅館上野屋にて客死。享年56。

## 画業
顕斎は文晁門下の画家らしく中国古画の模写をよく行ったが、師崋山の作品「ヒポクラテス像」・「耕織図」・「千山万水図」などの模写や図取りもよく行っており最も影響を受けている。
中国元代の画家・高克恭に私淑し山水画を得意とした。また花鳥画は惲寿平を範として弘化年間までは花卉図を描いているが椿山の分野であったことから以降は画かなくなった。人物画は道釈人物・故事人物など幅広い作品があり、漢画・仏画・大和絵の技法をうまく取り込んで巧みであった。

## 作品
- 「十六羅漢図」円成寺蔵 静岡県指定文化財　（崋山慰霊のためという）
- 「碧山墨趣図」嘉永6年（1853年）
- 「松月山水図」弘化2年（1845年）
- 「江山無儘図」嘉永4年（1851年）
- 「日本武尊図」安政2年（1855年）